# Südliche Orkneyinseln
Die Südlichen Orkneyinseln (englisch South Orkney Islands, spanisch Islas Orcadas del Sur) sind eine Inselgruppe, die nördlich der Antarktischen Halbinsel in der Drakestraße liegt. Sie fallen völkerrechtlich unter den Antarktisvertrag, der in der Antarktis keine staatliche Souveränität zulässt, werden jedoch von Großbritannien und von Argentinien beansprucht.

## Geschichte
Die Südlichen Orkneyinseln wurden 1821 von den Walfängern George Powell (1794–1824) und Nathaniel Palmer entdeckt. 1823 erhielten sie von James Weddell ihren heutigen Namen. 1903 wurden die Inseln von der Scottish National Antarctic Expedition unter William Speirs Bruce besucht, die auf Laurie Island überwinterte. Bruce errichtete eine Wetterstation auf Orcadas, die er nach seiner Rückkehr nach Buenos Aires an den argentinischen meteorologischen Dienst abtrat und die bis heute besteht.
Die Inselgruppe liegt nur knapp innerhalb des Territoriums, welches dem Antarktisvertrag untersteht. Die Entfernung zur antarktischen Halbinsel beträgt ca. 600 km. Die Fläche beträgt 622 km², wobei Coronation Island im Westen die größte ist. Wesentlich besser bekannt aufgrund der Forschungsstation Orcadas ist Laurie Island. Dazwischen liegen zahlreiche weitere Inseln und Inselgruppen, wie etwa Signy Island oder Powell Island.

## Klima
Die Südlichen Orkneyinseln sind mit nur 478 Sonnenstunden im Jahresdurchschnitt das sonnenärmste Gebiet der Erde. Das von Westwind dominierte Wetter ist meist trüb und neblig.
Die Inselgruppe steht unter den wechselnden Einflüssen aus Norden und Süden, das heißt im Sommer und Herbst herrscht ozeanischer Einfluss, die Temperaturschwankungen sind nur gering. Im Winter und Frühling ist es der kontinentale Einfluss, der große Temperaturschwankungen verursacht.
Der wärmste Monat ist mit +1,3 °C der Februar, der kälteste Monat mit −8,5 °C der Juli. Die bisher tiefste Temperatur wurde mit −40,1 °C am 3. August 1904 gemessen, die wärmste mit 14,3 °C. Auf der Forschungsstation gibt es im November meist noch mehr als 60 cm Schnee, der aber bis zum März wegschmilzt. Das Meer ist von Juni bis November mit Eis bedeckt.
|                       | Jan  | Feb  | Mär  | Apr  | Mai  | Jun   | Jul   | Aug   | Sep  | Okt  | Nov  | Dez  |   |      |
| Mittl. Tagesmax. (°C) | 2,7  | 2,9  | 2,0  | −0,1 | −2,5 | −4,6  | −5,3  | −4,8  | −2,0 | 0,1  | 1,5  | 2,4  | ⌀ | −0,7 |
| Mittl. Tagesmin. (°C) | −0,9 | −0,7 | −1,8 | −4,6 | −8,5 | −12,3 | −13,9 | −13,0 | −9,4 | −6,0 | −3,4 | −1,6 | ⌀ | −6,4 |
|                       |      |      |      |      |      |       |       |       |      |      |      |      |   |      |
| Niederschlag (mm)     | 44   | 74   | 73   | 73   | 63   | 52    | 45    | 52    | 48   | 48   | 45   | 46   | Σ | 663  |
|                       |      |      |      |      |      |       |       |       |      |      |      |      |   |      |
| Sonnenstunden (h/d)   | 1,5  | 1,4  | 1,1  | 0,8  | 0,5  | 0,3   | 0,6   | 1,4   | 2,1  | 2,2  | 1,8  | 2,0  | ⌀ | 1,3  |
|                       |      |      |      |      |      |       |       |       |      |      |      |      |   |      |
| Wassertemperatur (°C) | 0    | 0    | 0    | −1   | −2   | −2    | −2    | −2    | −2   | −2   | −1   | −1   | ⌀ | −1,3 |
|                       |      |      |      |      |      |       |       |       |      |      |      |      |   |      |
| Luftfeuchtigkeit (%)  | 87   | 87   | 88   | 89   | 89   | 88    | 87    | 87    | 86   | 86   | 86   | 87   | ⌀ | 87,3 |

| −0,9 |

| −0,7 |

| −1,8 |

| −4,6 |

| −8,5 |

| −12,3 |

| −13,9 |

| −13,0 |

| −9,4 |

| −6,0 |

| −3,4 |

| −1,6 |

| −0,9 |

| −0,7 |

| −1,8 |

| −4,6 |

| −8,5 |

| −12,3 |

| −13,9 |

| −13,0 |

| −9,4 |

| −6,0 |

| −3,4 |

| −1,6 |

## Vegetation und Fauna
Die Südlichen Orkneyinseln sind eine antarktische Wüste, an den wenigen eisfreien Stellen kommen hauptsächlich Moose und Flechten, sowie zwei Arten an Blütenpflanzen, die Antarktische Schmiele und die Antarktische Perlwurz, vor.
Es sind einige Vogel- und Pinguinarten vertreten, meist die Weddellrobbe, manchmal auch Seeleoparden, Rossrobben oder die Krabbenfresserrobbe.
Im Jahr 2008 untersuchten 23 Wissenschaftler von fünf verschiedenen Instituten die Inseln über einen Zeitraum von mehr als sieben Wochen. Dabei fanden sie überraschenderweise mehr als 1200 Arten – darunter Seeigel, Würmer, Krebse und Weichtiere. Nach Angaben der beteiligten Wissenschaftler beherbergen diese Inseln damit mehr Tierarten als die Galápagos-Inseln.